# Epalpus unicolor
Epalpus unicolor är en tvåvingeart som beskrevs av Wulp 1888. Epalpus unicolor ingår i släktet Epalpus och familjen parasitflugor. Inga underarter finns listade i Catalogue of Life.